# 1902 год в России

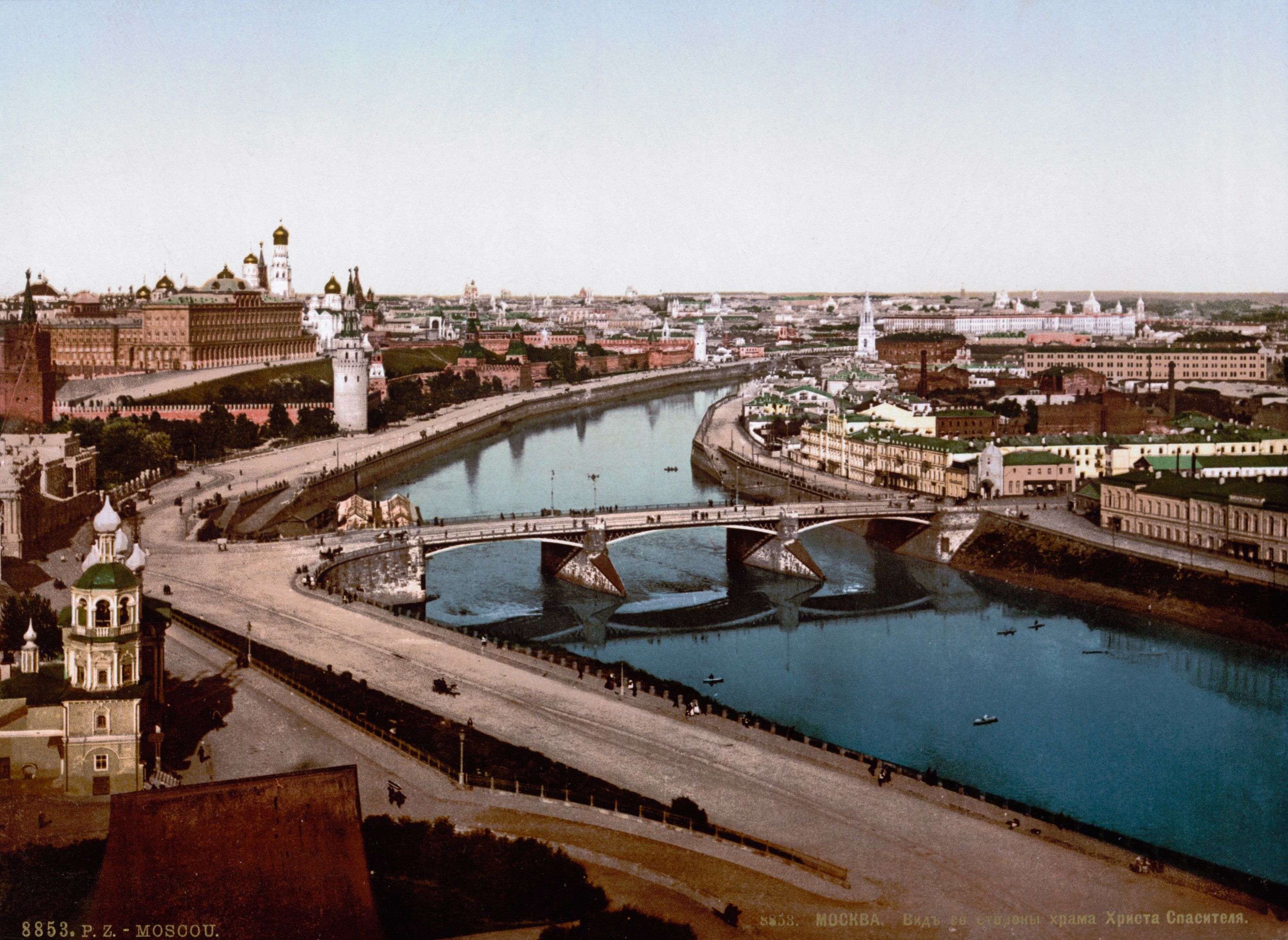
Москва начала XX века

## Январь
- 2 января — открыто движение электрического трамвая в Ростове-на-Дону.
- 22 января — создана специальная комиссия по изучению потребностей сельского хозяйства под председательством Витте. Оппозиция со стороны министра внутренних дел Плеве.
- 31 января (13 февраля) 1902 года — Шемахинское землетрясение в Азербайджане. Свыше 3 тыс. жертв, около 4 тыс. домов было разрушено.
- январь — Батумская демонстрация

## Март
- 20 марта — В совместном заявлении Франция и Россия признали условия Договора о британо-японском союзе, но оставили за собой право отстаивать собственные интересы в этом регионе.
- 22 марта — Начало крестьянского восстания на Полтавщине

## Апрель
- 8 апреля — В Пекине подписан российско-китайский Договор о Маньчжурии, в соответствии с которым Россия обязуется поэтапно вывести свои войска из Маньчжурии, но при гарантии соблюдения определённых российских интересов в этом районе.
- 10 апреля — Крестьянами разграблено имение помещика Роговского
- 13 апреля — К восстанию присоединились крестьяне Лохвицкого и Лубенского уездов
- 15 апреля — убийство министра внутренних дел России Д. С. Сипягина эсером Степаном Балмашёвым.
- 16 апреля — Карательными войсками подавлено Полтавско-Харьковское крестьянское восстание
- 18 апреля — арестован Иосиф Джугашвили (Сталин) во время незаконного собрания и сослан в Сибирь.

## Май
- 4 мая — первая политическая демонстрация в Баку
- 24 мая — Указ Николая II, возложивший на крестьян возмещение убытков помещикам в сумме 800 тыс.руб
- Май — официальный визит президента Франции Эмиля Лубе в Санкт-Петербург.

Ростовская политическая стачка

## Июнь
- 16 июня — на 106 версте Варшавской железной дороги произошло крушение поезда № 24, было убито 2 человека — кочегар и пассажир, тяжело ранен 1 человек, легко ранено 2 человека

## Октябрь
- 8 октября — при местном управлении Российского общества Красного Креста организована Томская община сестер милосердия Красного Креста.
- 20 октября — основана Одесская школа мукомолов

## Ноябрь
- Начало ноября — 25 ноября — в Ростове-на-Дону прошла первая в России политическая стачка.
- 13 ноября — Россия и Персия подписали договор о льготных тарифах, дискриминирующий британские товары.

## Декабрь
- 16 декабря — Андижанское землетрясение[1]

- декабрь — Окончание Русской полярной экспедиции
- декабрь — Учреждено Торгово-телеграфное агентство